# Masters (snooker)
The Masters je pozvánkový snookerový turnaj a spolu s Mistrovstvím světa druhý nejdéle se pořádající. Jde o jeden z turnajů řazených mezi takzvanou Triple Crown, a přestože se nejedná o turnaj bodovaný, je považován za jeden z nejprestižnějších na okruhu. Úřadujícím šampiónem je Ronnie O'Sullivan, který má z tohoto turnaje už 7 titulů, v dalších 5 ročnících odešel z finálových duelů poražen.

## Vítězové
| Rok  | Vítěz             | Poražený          | Skóre | Sezóna  |
| ---- | ----------------- | ----------------- | ----- | ------- |
| 1975 | John Spencer      | Ray Reardon       | 9–8   | 1974/75 |
| 1976 | Ray Reardon       | Graham Miles      | 7–3   | 1975/76 |
| 1977 | Doug Mountjoy     | Ray Reardon       | 7–6   | 1976/77 |
| 1978 | Alex Higgins      | Cliff Thorburn    | 7–5   | 1977/78 |
| 1979 | Perrie Mans       | Alex Higgins      | 8–4   | 1978/79 |
| 1980 | Terry Griffiths   | Alex Higgins      | 9–5   | 1979/80 |
| 1981 | Alex Higgins      | Terry Griffiths   | 9–6   | 1980/81 |
| 1982 | Steve Davis       | Terry Griffiths   | 9–5   | 1981/82 |
| 1983 | Cliff Thorburn    | Ray Reardon       | 9–7   | 1982/83 |
| 1984 | Jimmy White       | Terry Griffiths   | 9–5   | 1983/84 |
| 1985 | Cliff Thorburn    | Doug Mountjoy     | 9–6   | 1984/85 |
| 1986 | Cliff Thorburn    | Jimmy White       | 9–5   | 1985/86 |
| 1987 | Dennis Taylor     | Alex Higgins      | 9–8   | 1986/87 |
| 1988 | Steve Davis       | Mike Hallett      | 9–0   | 1987/88 |
| 1989 | Stephen Hendry    | John Parrott      | 9–6   | 1988/89 |
| 1990 | Stephen Hendry    | John Parrott      | 9–4   | 1989/90 |
| 1991 | Stephen Hendry    | Mike Hallett      | 9–8   | 1990/91 |
| 1992 | Stephen Hendry    | John Parrott      | 9–4   | 1991/92 |
| 1993 | Stephen Hendry    | James Wattana     | 9–5   | 1992/93 |
| 1994 | Alan McManus      | Stephen Hendry    | 9–8   | 1993/94 |
| 1995 | Ronnie O'Sullivan | John Higgins      | 9–3   | 1994/95 |
| 1996 | Stephen Hendry    | Ronnie O'Sullivan | 10–5  | 1995/96 |
| 1997 | Steve Davis       | Ronnie O'Sullivan | 10–8  | 1996/97 |
| 1998 | Mark Williams     | Stephen Hendry    | 10–9  | 1997/98 |
| 1999 | John Higgins      | Ken Doherty       | 10–8  | 1998/99 |
| 2000 | Matthew Stevens   | Ken Doherty       | 10–8  | 1999/00 |
| 2001 | Paul Hunter       | Fergal O'Brien    | 10–9  | 2000/01 |
| 2002 | Paul Hunter       | Mark Williams     | 10–9  | 2001/02 |
| 2003 | Mark Williams     | Stephen Hendry    | 10–4  | 2002/03 |
| 2004 | Paul Hunter       | Ronnie O'Sullivan | 10–9  | 2003/04 |
| 2005 | Ronnie O'Sullivan | John Higgins      | 10–3  | 2004/05 |
| 2006 | John Higgins      | Ronnie O'Sullivan | 10–9  | 2005/06 |
| 2007 | Ronnie O'Sullivan | Ding Junhui       | 10–3  | 2006/07 |
| 2008 | Mark Selby        | Stephen Lee       | 10–3  | 2007/08 |
| 2009 | Ronnie O'Sullivan | Mark Selby        | 10–8  | 2008/09 |
| 2010 | Mark Selby        | Ronnie O'Sullivan | 10–9  | 2009/10 |
| 2011 | Ding Junhui       | Marco Fu          | 10–4  | 2010/11 |
| 2012 | Neil Robertson    | Shaun Murphy      | 10–6  | 2011/12 |
| 2013 | Mark Selby        | Neil Robertson    | 10–6  | 2012/13 |
| 2014 | Ronnie O'Sullivan | Mark Selby        | 10–4  | 2013/14 |
| 2015 | Shaun Murphy      | Neil Robertson    | 10–2  | 2014/15 |
| 2016 | Ronnie O'Sullivan | Barry Hawkins     | 10–1  | 2015/16 |
| 2017 | Ronnie O'Sullivan | Joe Perry         | 10–7  | 2016/17 |
| 2018 | Mark Allen        | Kyren Wilson      | 10–7  | 2017/18 |
| 2019 | Judd Trump        | Ronnie O'Sullivan | 10–4  | 2018/19 |
| 2020 | Stuart Bingham    | Ali Carter        | 10–8  | 2019/20 |